# Seal Island (Anguilla)
Seal Island est une île du territoire d'Anguilla dans les Petites Antilles.